# Rhynchogonia algerica
Rhynchogonia algerica är en tvåvingeart som beskrevs av Brauer och Julius Edler von Bergenstamm 1893. Rhynchogonia algerica ingår i släktet Rhynchogonia och familjen parasitflugor. Inga underarter finns listade i Catalogue of Life.